# RG Ce 2/2
Die Ce 2/2 mit den Nummern 1 bis 3 waren drei Motorwagen der Überlandstrassenbahn Rolle–Gimel (RG), französisch Chemin de fer électrique Rolle–Gimel.

## Geschichte
Die dem damaligen Stand der Technik entsprechenden Motorwagen wurden 1898 von der Schweizerischen Industrie-Gesellschaft (SIG) in Neuhausen und der Compagnie de l’Industrie Électrique (CIE), einer Vorgängergesellschaft der Société Anonyme des Ateliers de Sécheron (SAAS) in Genf, geliefert. 
1908 wurde die elektrische Ausrüstung aus der Pionierzeit der Strassenbahnen ausgetauscht. Die neue Elektrik wurde von der Maschinenfabrik Oerlikon (MFO) geliefert. Gleichzeitig wurde die Réal-Sicherheitsbremse, eine Notbremseinrichtung, bestehend aus mit Widerhaken bestückten Bremsklötzen, die senkrecht auf beidseitig ausserhalb der Schienen in der Längsrichtung verlegte Holzbalken wirkten, durch Magnetschienenbremsen ersetzt. Dadurch konnte die Notbremse nicht nur auf den mit Holzbalken ausgerüsteten steilsten Streckenabschnitten ihre Wirkung entfalten, sondern auf dem gesamten Streckennetz.
Nachdem der Ce 2/2 1 1921 auf der Steilstrecke in Rolle nach einem Rangierfehler entlief, musste der Wagenkasten neu aufgebaut werden. Dabei wurden die sechs schmalen Seitenfenster durch drei breite Fenster ersetzt. Gleichzeitig wurde die Gelegenheit genutzt, dem Motorwagen ein neues Untergestell mit einem Radstand von nun 2 Metern zu verpassen. Dies entsprach faktisch einem Neubau. Dass der visuelle Eindruck dennoch praktisch der Ursprungsversion entsprach, lässt darauf schliessen, dass soweit sinnvoll und durch den Unfall überhaupt möglich, viele Bauteile der Ursprungsversion weiterverwendet wurden.
1926 wurde der Einmanndienst eingeführt. So wurden die Ce 2/2 2 und 3 ab 1927 anlässlich von Revisionen für den Einmanndienst eingerichtet. Dabei wurden die Kontroller so umgebaut, dass beim Loslassen der Fahrkurbel des Kontrollers dieser automatisch auf die letzte und somit stärkste Bremsstufe geschaltet wurde. Nur durch ein Niederdrücken und Zurückstellen der Fahrkurbel konnte die Bremswirkung aufgehoben werden.
Bei der Betriebseinstellung 1938 wurden die Motorwagen 2 und 3 abgebrochen. Einzig der 1921 rekonstruierte Motorwagen konnte an die sich in unmittelbarer Nähe befindende Überlandstrassenbahn Allaman–Aubonne–Gimel (AAG) weiterverkauft werden, wo er bis zu deren Betriebseinstellung 1952 als Ce 2/2 4 noch so lange eingesetzt wurde, bis auch letztgenannte Überlandstrassenbahn einem Autobus wich.

## Technik
Die Motorwagen hatten charakteristische für die Schweiz untypische stromlinienförmige Laternendächer mit gegen beide Wagenenden hin abgerundete Ecken. Im Gegensatz zu den anderen damals gelieferten städtischen Strassenbahnwagen hatten sie bereits geschlossene Plattformen, um im rauen und schneereichen Winter auf den Jurahöhen Personal und Fahrgästen Schutz zu bieten. Anfänglich beschränkte sich die geschlossene Plattform auf die bis an die Dachkante hochgezogene Fensterfront. Die fensterlosen faltbaren Seitentüren kamen erst einige Jahre später dazu.
Mit den beiden Thury-Fahrmotoren mit einer Leistung von 2 × 25 PS waren die Motorwagen im Anbetracht dessen, dass die Motorwagen nur alleine fuhren, für die damalige Zeit gut motorisiert. Die Höchstgeschwindigkeit von gerade einmal 18 km/h war bedingt durch die behördlichen Auflagen. Der Radstand von nur 1,60 Metern entsprach einem für Überlandstrassenbahnwagen unverständlichen Minimum.
Die 18 Sitzplätze waren auf Quersitzen im Wageninnern untergebracht. Zwei schmale Holzrahmen-Seitenfenster pro Abteil, total sechs pro Wagenseite, ermöglichten einen guten Blick in die Landschaft. Für die zehn Stehplätze waren die Plattformen vorgesehen. Der Passagierraum konnte geheizt werden. Anfänglich geschah dies durch eine Warmwasserheizung. Diese musste jedoch 1904, infolge wiederholt gefrierenden Wassers, durch eine elektrische Widerstandsheizung ersetzt werden, so wie dies bei Strassenbahnwagen damals üblich war.